# Michel Sogny
Michel Sogny, född 21 november 1947 i Pau, är en fransk pianist, kompositör och författare av ungerskt ursprung. Han har utvecklat en ny metod för pianoundervisning. Hans metod har gjort det möjligt för många elever i alla åldrar att njuta av att spela detta instrument, eftersom pianospel generellt anses vara ouppnåeligt om det inte lärs ut under barndomen.

## Biografi
Michel Sogny studerade vid École Normale de Musique de Paris, där han bedrev pianostudier under ledning av Jules Gentil och Yvonne Desportes. Han har en magisterexamen i psykologi, en kandidatexamen i litteratur och en doktorsexamen i filosofi, vilken han avlade vid Sorbonne 1974 under handledning av Vladimir Jankélévitch. Michel Sogny är grundare av SOS Talents Foundation.
Tillsammans med Valéry Giscard d'Estaing och Franz Liszts sondotterdotter, Blandine Ollivier de Prévaux, var Sogny en av grundarna av Franz Liszt French Association.

## Michel Sognys pianometod
Sognys metodik lärs ut vid hans skolor i Paris och Genève. Sedan 1974 har över 20 000 elever bemästrat piano genom Sognys metod..
Metoden består av två huvudkomponenter: Didaktiska verk - Prolégomènes, som utgörs av små övningar. Prolégomènes utvecklar uppfattningen av musikalisk symfoni och ljud. Den andra inriktningen består av en etydcykel, där fokus ligger på utveckling av tekniska färdigheter, såsom handrörelser och -positioner.
En av Sognys elever, som började öva piano först som vuxen, var den franska språkprofessorn Michel Paris. Efter att ha genomgått Sognys fyraåriga metodkurs framförde hon, vid 30 års ålder, en solokonsert på Théâtre des Champs-Élysées under beskydd av kulturministeriet.
En annan framgångsrik elev till Michel Sogny var Claudine Zévaco, som uppträdde på Théâtre des Champs-Élysées 1983 och 1984.
År 1981 vände sig senaten formellt till kulturministern Jack Lang för att diskutera införandet av Michel Sognys metodik i hela Frankrike.